# Raczkowa (Basses-Carpates)
Pour l’article homonyme, voir Raczkowa.
Raczkowa est une localité polonaise de la gmina et du powiat de Sanok en voïvodie des Basses-Carpates.